# Illa de Ons
Illa de Ons är en ö i Spanien.   Den ligger i provinsen Provincia de Pontevedra och regionen Galicien, i den nordvästra delen av landet, 500 km väster om huvudstaden Madrid. Arean är 4,5 kvadratkilometer.
Terrängen på Illa de Ons är platt. Öns högsta punkt är 111 meter över havet. Den sträcker sig 5,2 kilometer i nord-sydlig riktning, och 2,5 kilometer i öst-västlig riktning.